# Costanzo Varolio

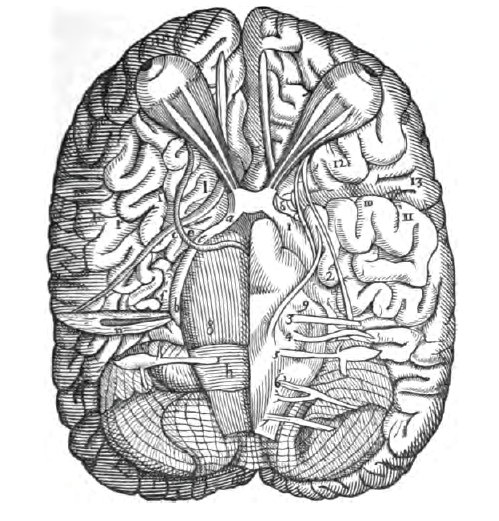
Illustrazione da De Nervis Opticis di Varolio.

Costanzo Varolio (latinizzato in Constantius Varolius; Bologna, 1543 – Roma, 1575) è stato un anatomista italiano rinascimentale.

## Biografia
Fu un allievo dell'anatomista Giulio Cesare Aranzi. 
Ricevette il dottorato in medicina nel 1567. Nel 1569 il senato dell'Università di Bologna creò per lui una cattedra straordinaria in chirurgia, con la responsabilità di insegnare anche anatomia. 
In seguito si ritiene che abbia insegnato all'Università della Sapienza di Roma, benché il suo nome non risulti fra i ruoli accademici. Ad ogni modo, è noto come egli abbia avuto a Roma un considerevole successo sia come medico che come chirurgo, e una lapide commemorativa in questa città ne ricorda la grande abilità nel rimuovere i calcoli.
Fu anche uno dei medici personali del papa Gregorio XIII.
Una sua statua è ospitata nel teatro anatomico dell'Archiginnasio. 

### Scoperte
Il lavoro a cui si deve la fama maggiore di Varolio è quello sui nervi cranici. Egli fu il primo a esaminare il cervello a partire dalla sua base verso l'alto, contrariamente alle dissezioni fino allora condotte, eseguite in senso inverso. Nel 1573 pubblicò questo nuovo metodo di eseguire la dissezione del cervello, che prevede la separazione del cervello dalla scatola cranica e la sua dissezione a partire dalla base. A Varolio si deve la prima descrizione di molte strutture cerebrali, compreso il ponte (o pons Varolii) ed i crura cerebri, nonché la valvola ileo-cecale.

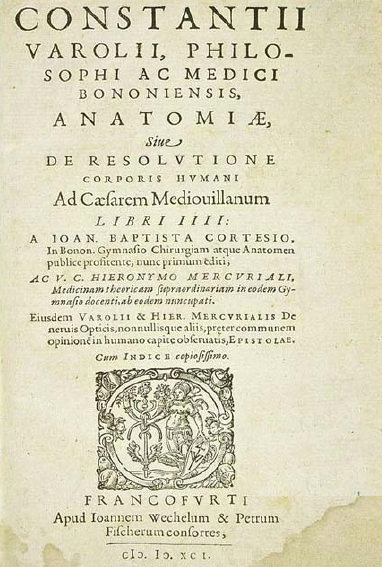
Frontespizio di Anatomiae de corporis humani.

Un'altra area a cui rivolse l'interesse è il meccanismo della funzione erettile: benché i muscoli erectores penis (ovvero i muscoli bulbospongiosi e ischiocavernosi) fossero già stati descritti da Galeno nel II secolo d.C., se ne era perduta la conoscenza ai tempi di Varolio, che li riscoprì fornendo anche una descrizione sorprendentemente accurata del meccanismo dell'erezione, anche se la sua impropria attribuzione del fenomeno a dei muscoli continuò ad essere accolta della maggior parte degli anatomisti per i successivi tre secoli.

## Opere
- De Nervis Opticis nonnullisque aliis praeter communem opinionem in Humano capite observatis. Ad Hieronymum Mercurialem, Patavii apud Paul et Anton. Meiettos fratres, 1573. Consiste di una lettera a Mercuriale, datata 1º aprile 1572, della sua risposta e della replica di Varolio a quest'ultima. Allegate vi sono tre xilografie riguardanti il cervello disegnate dallo stesso Varolio. Le incisioni sono alquanto grezze, tuttavia chiare e istruttive.[4]

- Una seconda opera di Varolio, una fisiologia teleologica dell'uomo, venne pubblicata per la prima volta dopo la sua morte: Anatomiae sive de resolutione corporis humani ad Caesarem Mediovillanum libri iv, Eiusdem Varolii et Hieron. Mercurialis De nervis Opticis, etc. epistolae, Francofurti, apud Joh. Wechelum et Petr. Fischerum consortes, 1591. Questo lavoro è privo d'illustrazioni. Tuttavia il libro precedente viene ripubblicato come parte di quest'opera e le xilografie reincise in maniera alquanto differente.[4]